# Долињон
Долињон (фр. Dolignon) насеље је и општина у североисточној Француској у региону Пикардија, у департману Ен (Пикардија) која припада префектури Лаон.
По подацима из 2011. године у општини је живело 57 становника, а густина насељености је износила 16,86 становника/km². Општина се простире на површини од 3,38 km². Налази се на средњој надморској висини од 150 метара (максималној 213 m, а минималној 126 m).

## Демографија
| 1962. | 1968. | 1975. | 1982. | 1990. | 1999. | 2011. |
| ----- | ----- | ----- | ----- | ----- | ----- | ----- |
| 80    | 84    | 80    | 78    | 55    | 45    | 57    |

График промене броја становника у току последњих година